# Sống với nụ cười
Sống với nụ cười là phim truyền hình Trung Quốc năm 2007 với Diêu Thiên Vũ và Huỳnh Hải Ba diễn vai chính 

## Nội dung
Yến Dương bị mẹ bỏ rơi khi cô 5 tuổi; Mẹ cô là một góa phụ mang thai một cặp song sinh, và người đàn ông giàu có mà cô sắp cưới sẽ phá vỡ hôn ước nếu biết chuyện. Dương được nhận nuôi bởi một người phụ nữ tốt, người có một đứa con trai xấu và một người chồng có tính khí thất thường.

## Diễn viên
| Diễn viên      | Vai                          | Miêu tả |
| -------------- | ---------------------------- | --- |
| Diêu Thiên Vũ  | Yến Dương                    | |
| Huỳnh Hải Ba   | Dương Văn Bảng               | |
| Dương Mịch     | Trình Tiểu Nặc               | Muội muội của Yến Dương Chết ở tập 37. |
| Tát Nhật Na    | Ngô Thẩm                     | Mẹ nuôi của Yến Dương. |
| Vương Lâm      | Từ Lệ Nhiên                  | Mẹ ruột của Yến Dương đã chết sau 37 tập vì chấn thương nghiêm trọng.                                                                                    |
| Lý Thành Nho   | Lục Đại Khoan                | Cha nuôi của Yến Dương |
| Lâm Gia Xuyên  | Lục Quân                     | Con trai của Ngô Thẩm Sau này, anh ta giết mẹ và vợ của mình, và bắt cóc Yến Dương và Từ Lệ Nhiên. Cuối cùng, Từ Lệ Nhiên và Lục Quân đã chết cùng nhau. |
| Triệu Lĩnh     | Hứa Kiếm Phong               | Mối tình đầu của Yến Dương |
| Đường Ninh     | Nhị Bàn                      | |
| Tưởng Y Y      | Yến Dương (thời thơ ấu)      | |
| Vương Duệ      | thiểu niên Dương Văn Bảng    | |
| Vương Lượng    | Lục Quân (thời thơ ấu)       | |
| Trịnh Vỹ       | Hứa Kiếm Phong (thời thơ ấu) | |
| Hạ Đức Tuấn    | Trình Cương                  | Em trai của Yến Dương |
| Quan Hiểu Đồng | Yến Dương (Lúc nhỏ)          | |

## Rating
10 phim truyền hình hàng đầu phát sóng tại 80 thành phố trong năm 2008:
| Hạng | Tên phim         | Chủ đề         | Số kênh phát sóng | Rating % tập cao nhất |
| 6    | Sống với nụ cười | Luân lý xã hội | 75                | 22.88                 |

## Giải thưởng
Giải thưởng đóng góp đặc biệt của đài truyền hình Quý Châu 2008 
Xếp hạng nhất phim truyền hình năm 2008 của đài truyền hình Nam Ninh
Tập đoàn truyền thông Thượng Hải 2008, ba bộ phim truyền hình hàng đầu 